# Лејк Лилано (Мичиген)
Лејк Лилано (енгл. Lake Leelanau) насељено је место без административног статуса у америчкој савезној држави Мичиген.

## Демографија
По попису из 2010. године број становника је 253.
| Група             | 2000.    | 2010.       |
| Белци             | 0 (0,0%) | 199 (78,7%) |
| Афроамериканци    | 0 (0,0%) | 1 (0,4%)    |
| Азијати           | 0 (0,0%) | 8 (3,2%)    |
| Хиспаноамериканци | 0 (0,0%) | 27 (10,7%)  |
| Укупно            | 0        | 253         |